# کونیتوشی ماندا
کونیتوشی ماندا (به ژاپنی: 万田 邦敏، Kunitoshi Manda) (زادهٔ ۱۹۵۶)کارگردان، فیلم‌نامه‌نویس، منتقد فیلم و روزنامه‌نگار اهل ژاپن است.